# Všeobecné volby v Belgii 1939
Belgické všeobecné volby z roku 1939 se konaly 12. dubna 1939. Vládu sestavili katolíci v čele s Hubertem Pierlotem.

## Výsledky
| Politická strana | Politická strana | Sněmovna reprezentantů | Sněmovna reprezentantů | Sněmovna reprezentantů | Senát       | Senát     | Senát         |
| Politická strana | Politická strana | Počet hlasů            | Hlasy v %              | Počet mandátů          | Počet hlasů | Hlasy v % | Počet mandátů |
| ---------------- | ---------------- | ---------------------- | ---------------------- | ---------------------- | ----------- | --------- | ------------- |
|                  | Katolíci         | 594 133                | 30,38 %                | 67                     | 703 250     | 30,71 %   | 35            |
|                  | Socialisté       | 575 775                | 29,44 %                | 64                     | 701 552     | 30,64 %   | 35            |
|                  | Liberálové       | 335 966                | 17,18 %                | 33                     | 402 326     | 17,57 %   | 16            |
|                  | VNV              | 164 253                | 8,40 %                 | 17                     | 177 666     | 7,76 %    | 8             |
|                  | Komunisté        | 90 856                 | 4,65 %                 | 9                      | 115 308     | 5,04 %    | 3             |
|                  | Rex              | 83 047                 | 4,25 %                 | 4                      | 94 543      | 4,13 %    | 1             |
|                  | KVV              | 62 548                 | 3,20 %                 | 6                      | 62 976      | 2,75 %    | 3             |
|                  | ostatní          | 49 692                 | 2,54 %                 | 2                      | 32 209      | 1,41 %    | 0             |
| Celkem           | Celkem           | 1 955 814              | 100 %                  | 202                    | 2 289 830   | 100 %     | 101           |